# 小畑勇二郎
小畑 勇二郎（おばた ゆうじろう、明治39年（1906年）9月19日 - 昭和57年（1982年）10月5日）は日本の政治家。位階は従三位。勲等は勲一等。秋田県知事を連続6期24年務め、秋田県の発展に尽力した。

## 来歴

### 生い立ち
雑貨商の父勇吉、母シカの二男として秋田県北秋田郡早口村弥五郎沢（現・大館市）に生まれる。
大正13年（1924年）3月、旧制秋田中学校（現・秋田県立秋田高等学校）を卒業。
大正14年（1925年）4月から小学校の代用教員を務め、昭和2年（1927年）10月から養父吉田季吉の世話で故郷の早口村役場の書記に7年間勤務する。この間、松尾好子と結婚する。
昭和14年（1939年）、秋田県庁に入庁。民生部長・総務部長を歴任した。

### 選挙出馬後
昭和26年（1951年）の第2回秋田県知事選挙には、日本社会党推薦で立候補したものの現職知事の蓮池公咲や保守系議員が推す土木部長の池田徳治に敗れる。
落選後は昭和26年（1951年）から秋田市助役を務めた。
昭和30年（1955年）4月、池田徳治の引退に伴う第3回秋田県知事選挙に立候補した。日本社会党は東北では「野党連合・保守分断」政策をとり、今回の選挙では保守系の民主・自由両党、県議会議員、県庁内の保守分断に成功した。そして、日本社会党・民主党連合の支持で初当選した。

### 秋田県知事
秋田県知事就任時、秋田県の累積赤字は16億3千万円に達していたのに対し、県税収入は1年間で10億6千万円しかない状況だったが、再建十カ年計画を断行し、予定より2年早く赤字を解消した。
他にも、秋田テレビ開局、八郎潟の干拓、新秋田空港の開港、国民体育大会の開催、秋田経済大学（後に秋田経済法科大学、現・ノースアジア大学）の開学、秋田大学医学部の開設、秋田湾地区新産業都市開発事業の推進、生涯教育の推進、秋田県立農業短期大学の開設、老人医療費の無料化、秋田県立脳血管研究センターの設立、秋田県立博物館の設立など数々の業績を残した。
昭和53年（1978年）11月20日、その翌年の第9回統一地方選挙での引退を表明し、昭和54年（1979年）4月に県知事を引退した。

### 政界引退後
引退後は、学校法人秋田経済大学理事長、秋田県生涯教育推進協議会会長、自治省地方制度審議会委員を務めた。
昭和54年（1979年）11月3日に勲一等瑞宝章を受章。昭和56年（1981年）3月25日には、秋田県第一号となる名誉県民を贈られる。
昭和57年（1982年）10月5日死去。76歳没。戒名は「顕徳院殿誠観勇進大居士」。
逝去後に従三位に叙された。

## 著書
- 内外情勢調査会 編『秋田県の所得倍増をどうすすめるか：秋田県長期経済構想から』内外情勢調査会、1961年。 NCID BB10399778。
- 内外情勢調査会 編『十五年後の秋田農業のビジョン』内外情勢調査会、1966年。 NCID BA84915537。
- 『今月のことば』秋田県広報協会、1970年11月。
- 『秋田の生涯教育』全日本社会教育連合会、1978年7月。全国書誌番号:78026545。